# Macropygia cinnamomea
La tórtola cuco de Enggano (Macropygia cinnamomea) es una especie de ave columbiforme de la familia Columbidae endémica de la isla de Enggano, localizada al oeste de Sumatra. Hasta 2016, era considerada una subespecie de la tórtola cuco indonesia (Macropygia emiliana).